# غراتسيانو سيزاري
غراتسيانو سيزاري (ولد 23 ديسمبر 1956 في بارما، إيطاليا). حكم كرة قدم إيطالي سابق متحرف، كان حكم دولي للفيفا من فترة 1994 إلى 2002.
وُضع اسم غراتسيانو سيزاري ضمن قائمة قاعة مشاهير كرة القدم الإيطالية في عام 2016، ولكن تم إلغاء جائزته لاحقًا بسبب إجراء تأديبي من عام 2003.